# 織田長政 (大名)
織田 長政（おだ ながまさ）は、江戸時代初期から前期にかけての大名。大和国戒重藩初代藩主。長政流織田家初代。通称は荘蔵。官位は従五位下・丹後守、左衛門佐。

## 生涯
織田長益（有楽）の四男として誕生。徳川家康の小姓となり、3000石を与えられる。慶長10年（1605年）4月16日、従五位下丹後守に叙任、後に左衛門佐に改める。
元和元年（1615年）8月12日に父から大和・摂津国内で1万石を分け与えられる。長政は大和式上郡山口村に陣屋を設置、後に戒重村に移転した。こうして大和戒重藩は成立する。同時に弟・尚長も1万石を分け与えられており、大和柳本藩を設立した。長益の長男（庶子）・長孝は既に独立した大名（美濃野村藩主）になっていたこと、次男（嫡子）・頼長は豊臣家の部将であったこと、三男・俊長は出家していたこと、もしくは不仲であったことから領地を分け与えられなかったと考えられる。
万治2年（1659年）12月23日に隠居し、長男・長定に家督を譲る。以後、ト斎と号する。
寛文10年（1670年）2月18日死去、享年84。奈良県の慶田寺に葬られる。

## 系譜
子女は2男2女。
- 父：織田長益
- 母：不詳
- 生母不明の子女
  - 長男：織田長定
  - 次男：織田政時
  - 長女：大田原政清正室
  - 次女：織田貞置室